# Скребок

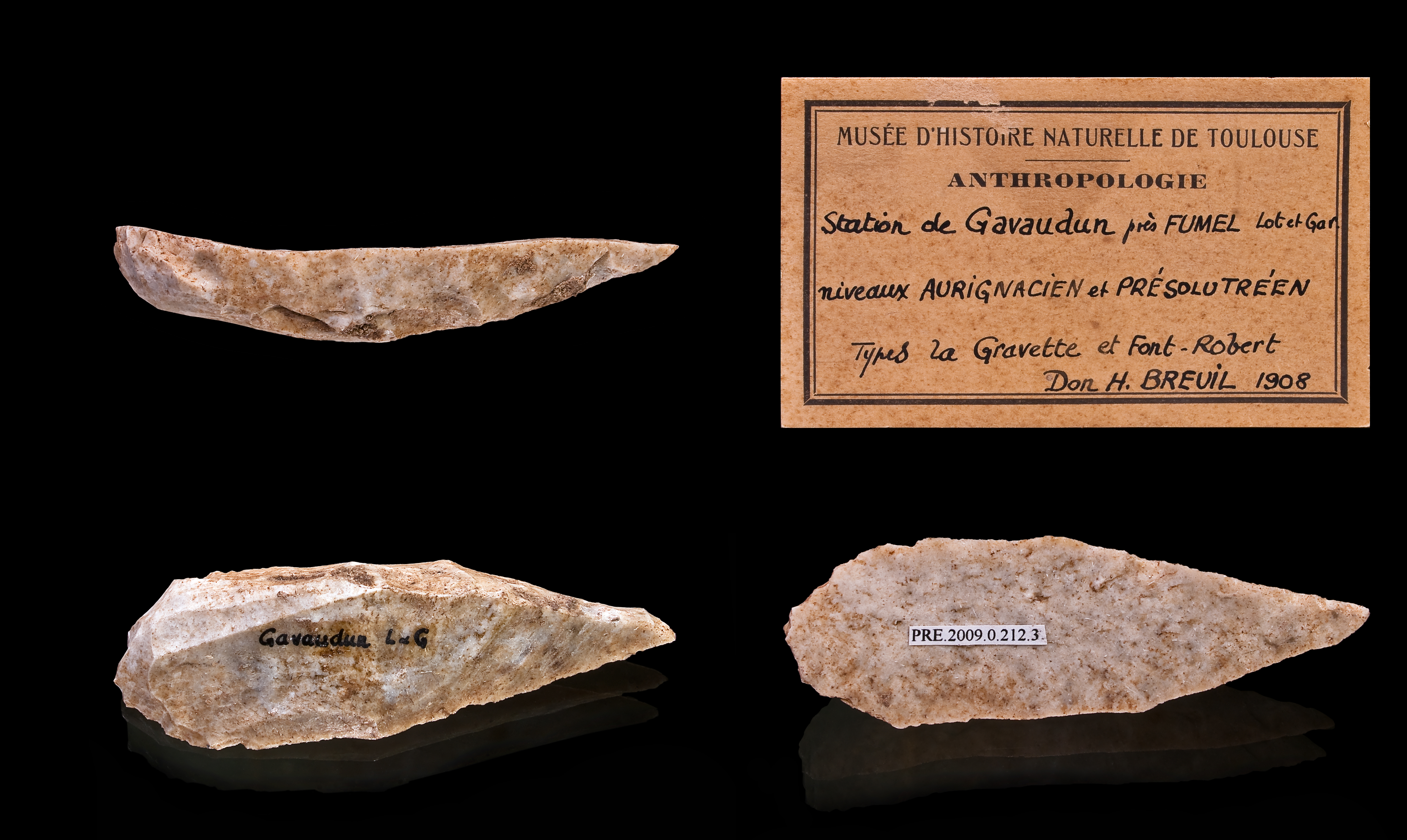
Кремнёвый скребок ориньякской культуры

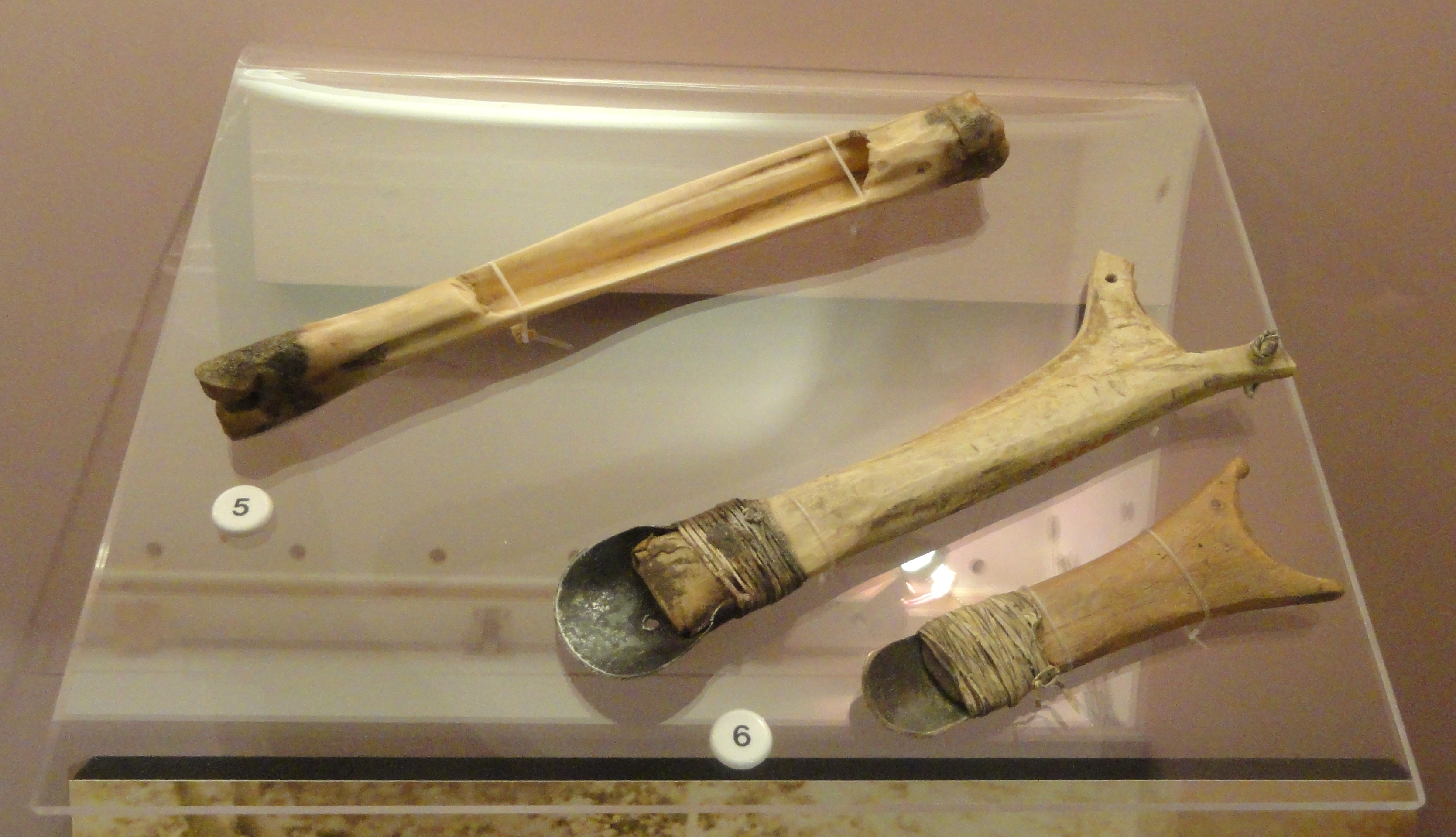
Скребки наскапи или монтанье (внизу)

Скребо́к — название самых разнообразных орудий и приспособлений, используемых в промышленности и быту.
Скребок в археологии (англ. end-scraper, фр. grattoir) — каменное (кремнёвое, обсидиановое, кварцитовое и др.) орудие труда, употреблявшееся с эпохи позднего палеолита, а также и в последующие эпохи, вплоть до раннего железа. Представляет собой маленькое или миниатюрное скребло.
Обычно, скребок представляет собой удобной формы отщеп (скол) с камня . Но бывает выполнен и на обломке пластины или на осколке аморфной формы. Чаще имеет рабочий край дугообразной формы, но последний может быть прямым, остроконечным или др., в зависимости от производимых работ. Может использоваться боковая сторона отщепа. Рабочее лезвие покрыто крутой притупляющей ретушью износа или нанесённой преднамеренно.
На многих древних стоянках большинство найденных каменных орудий составляют скребки.
По большей части применялось при выделке кож, а также и для обработки рога, кости и дерева. Но окончательно определить назначение того или иного каменного орудия возможно только с использованием методов трасологии.
Инструменты из обломков керамики и металлические, применяемые для обработки кожи, могут называться как скребками, так в равной степени и скрёблами.   